# Григораш, Кристина
Кристина Елена Григораш (рум. Cristina Elena Grigoraş, р. 11 февраля 1966) — румынская гимнастка, чемпионка Олимпийских игр, чемпион Европы.
Родилась в 1966 году в Сату-Маре. В 1980 году стала серебряной призёркой Олимпийских игр в Москве. В 1981 году завоевала золотую, две серебряных и одну бронзовую медали чемпионата Европы. В 1984 году стала обладательницей золотой медали Олимпийских игр в Лос-Анджелесе.
По завершении спортивной карьеры Кристина Григораш переехала в Грецию, где занялась тренерской работой.